# Giovanni Antonio Veneroni
Giovanni Antonio Veneroni (Pavia, tra il 1683 e il 1686 – Broni, 18 aprile 1749) è stato un architetto italiano.

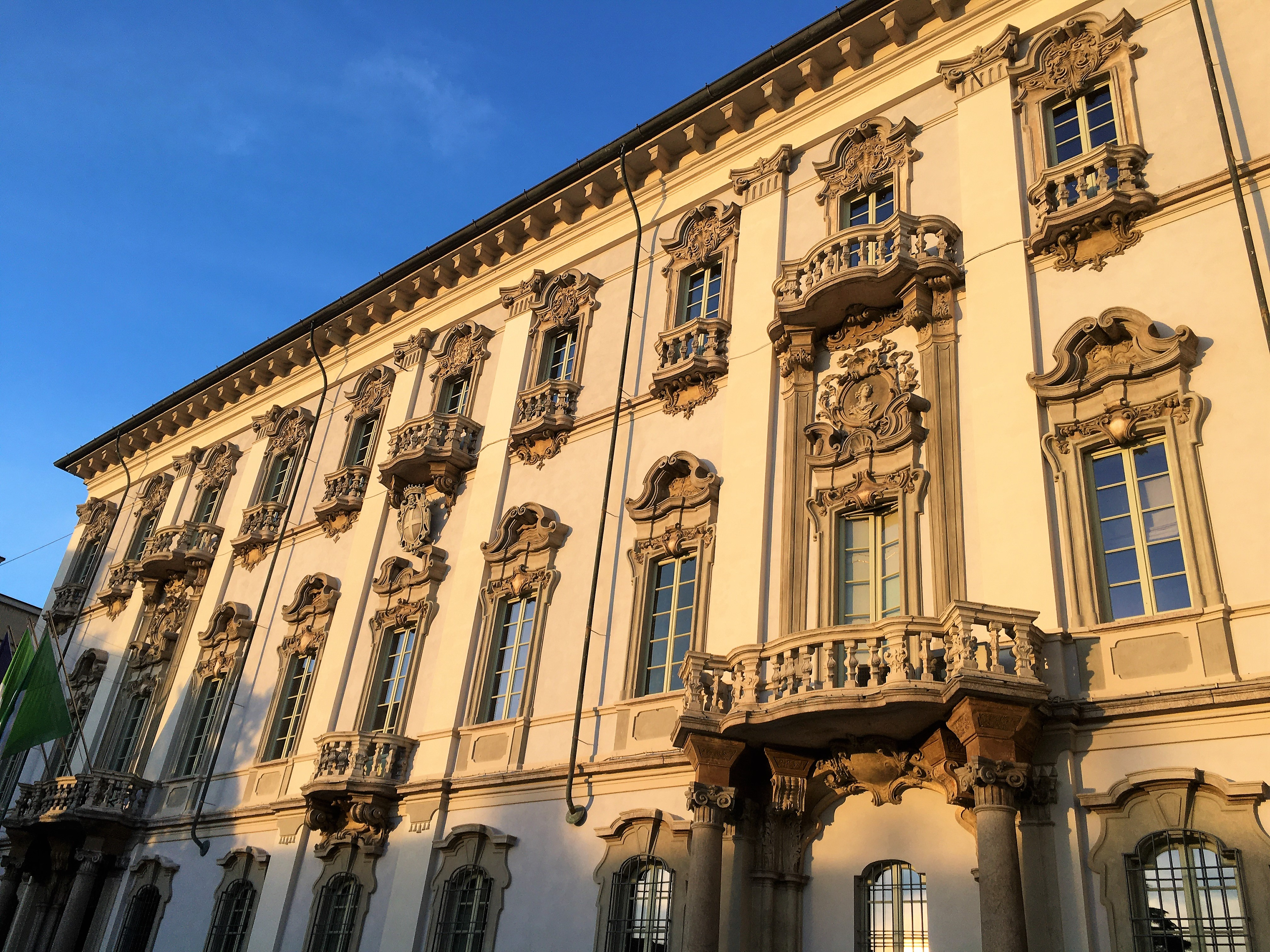
Palazzo Mezzabarba (1726).

Fu attivo principalmente in Lombardia al servizio di illustri casate ed ordini religiosi, progettò notevoli edifici sacri nonché complessi apparati architettonici per palazzi nobiliari.

## Biografia
Svolse la sua attività di apprendista presso lo studio milanese di Gerolamo Quadrio e ottenne il diploma di ingegnere e architetto camerale nel 1707. Alla professione di progettista per famiglie nobili e per il clero affiancò quella di agrimensore e collaudatore di marmi.
Dopo la progettazione di una dimora per la famiglia Folperti, 1716, (lavoro rimasto incompiuto), passò al servizio dei Conti Mezzabarba, per i quali, dal 1726 al 1733, lavorò al suo progetto profano più noto, palazzo Mezzabarba, dove Veneroni dimostra una grande apertura ai nuovi aggiornamenti stilistici introdotti a Milano da Giovanni Ruggeri e a Roma da Gabriele Valvassori palazzo affrescato dai pittori lombardi Giovanni Angelo Borroni, Pietro Maggi e Francesco Maria Bianchi, l'annesso oratorio (realizzato nel 1733) conserva opere di Pietro Antonio Magatti. Grazie a un membro della nobile famiglia pavese Carlo Ambrogio Mezzabarba divenuto Vescovo di Lodi Veneroni inizia una felice stagione nella città del Barbarossa con prestigiose commissioni principalmente per il clero cominciando a progettare proprio l'episcopio (il Palazzo Vescovile fu invero terminato solo per tre quarti rispetto l'originale progetto a causa della morte del committente: il Vescovo Mezzabarba) passando poi per l'ariosa chiesa di San Filippo Neri (nella chiesa filippina la sua architettura, impreziosita dagli affreschi di Carlo Innocenzo Carloni e del quadraturista Giuseppe Coduri, costituisce un capolavoro del barocchetto lombardo), conclude la sua esperienza lodigiana, intorno agli anni '40 del Settecento con la piccola, quanto deliziosa, chiesa di Santa Clara Nuova.  Negli anni '30 del Settecento progettò la concavo-convessa facciata della chiesa di San Francesco di Paola a Pavia. Risulta attivo a lungo nel Duomo di Pavia e nell'elaborazione di progetti per il Collegio Ghislieri, per l'Università degli Studi di Pavia e per la chiesa di San Lanfranco.
Morì a Broni il 18 aprile del 1749. Dei suoi figli, due, Giulio Francesco e Giuseppe, proseguirono l'attività del padre: il primo fu infatti ingegnere e fu amministratore dei beni dell'Almo Collegio Borromeo, mentre il secondo, decoratore e impresario edile, operò in Russia insieme a Bartolomeo Rastrelli (di cui sposò una figlia) e rientrò a Pavia nel 1768.
I comuni di Lodi e Pavia gli hanno dedicato una via.

## Opere
- Pavia: Chiesa di San Francesco di Paola (1715-1738)
- Pavia: Casa di Giovanni Folperti (1716)
- Pavia, Chiesa della Pia Casa de' poveri derelitti di Gesù Cristo (1726)
- Pavia: Palazzo Mezzabarba (1726).
- Pavia: Oratorio dei Santi Quirico e Giulitta (1733).
- Montalto Pavese: Castello Belcredi (1735).
- San Genesio: chiesa parrocchiale (1737).
- Stradella: Chiesa dei Santi Narbore e Felice (1740)
- Lodi: Palazzo Vescovile (prima metà del XVIII secolo)
- Lodi: Chiesa di San Filippo Neri (metà del XVIII secolo)
- Lodi: Chiesa di Santa Clara Nuova(metà del XVIII secolo)
- Borgarello: Villa Mezzabarba (prima metà XVIII secolo)